# Armando Pittigliani
Armando Soares Pittigliani (Santos, 26 de dezembro de 1934) é um produtor musical brasileiro, ligado especialmente à bossa nova, tendo já trabalhado com artistas como Jorge Ben Jor, Sérgio Mendes, Taiguara, Elis Regina, Joyce, Tamba Trio e Marcos Valle. Ficou famoso especialmente como um descobridor de talentos, já tendo sido chamado, por Charles Gavin e Caetano Rodrigues, de "um dos maiores descobridores de talentos da indústria fonográfica nacional".